# メガロポリス
メガロポリス（ギリシャ語（ラテン文字表記）：megalopolis）は、多くの大都市が深い関係をもって帯状に連なっている地域のこと。メガリージョン（英:  megaregion）とも呼ばれる。
フランスの地理学者ジャン・ゴットマンが、政治、経済、文化の中枢的機能の集積において、前述の地域がメトロポリス（大都市）以上のものであることから、メガロポリス（巨大都市）と命名した。

## 類義語
メトロポリス
大都市（都市圏から大都市圏まで、一般的に用いる）
メガシティ
最大都市（人口の多い都市圏）

## 世界のメガロポリス

### ボスウォッシュ（アメリカ合衆国）
アメリカ合衆国北東部、ニューヨークを中心にボストンからワシントンD.C.までの大西洋沿岸に広がるメガロポリス。周辺の衛星都市を含め、全長約 700 km に渡る都市群が形成されている。北東回廊とも称される。英語でのスペリングは「BosWash」で、北端であるボストン (Boston) の頭文字「Bos」と、南端であるワシントンD.C. (Washington, D.C.) の頭文字「Wash」を組み合わせてできた造語である。
ここに含まれる主な都市は、北東から南西方向に、ボストン・ハートフォード・ニューヨーク・フィラデルフィア・ボルティモア・ワシントンD.C.などである。アイビー・リーグの大学やその他の主要な大学・研究施設も多くあることで、学術面での集積もみられる。

### 東名阪（日本）
東京都市圏、名古屋都市圏、大阪都市圏の3つの大都市圏を中心に、首都圏から京阪神までの太平洋側の地域一帯に広がるメガロポリス。概ね太平洋ベルトの東半分の地域にあたる。これらの地域では、新幹線（東海道新幹線・山陽新幹線〈一部区間〉）や在来線（東海道本線・中央本線・関西本線）、高速自動車国道（東名高速道路・新東名高速道路・伊勢湾岸自動車道・新名神高速道路・名神高速道路）や一般国道（国道1号など）などの、非常に充実した交通網が整備されている。
このメガロポリスに包含されるのは、さいたま市、千葉市、東京都区部、横浜市、名古屋市、京都市、大阪市、神戸市などである。
アメリカ合衆国のボスウォッシュにならって、中心的な都市の頭文字を取って名付けられたものであり、当時、政治・経済・文化の最先端を目指して邁進していた日本の状況を明瞭に表している。政治・経済のみならず、製造業の工場、大学や研究機関、プロ野球やJリーグのプロスポーツチームの集積も見られる。

### ブルーバナナ（欧州）
イギリスの南部イングランドからイタリア北部のミラノに至る西ヨーロッパのメガロポリス。ブルーバナナの語源は、この回廊がバナナのように湾曲した形であることなどから。ホットバナナとも呼ぶ。
このメガロポリスに包含されるのは、マンチェスター、ロンドン、アムステルダム、ブリュッセル、デュッセルドルフ、フランクフルト、シュトゥットガルト、ミュンヘン、チューリッヒ、ミラノ、トリノなどである。
人口や経済、工業が世界で最も集積するエリアの中の一つである。1989年にフランスのロジェ・ブリュネが代表を務める地理学者グループ、ルクリュ (RECLUS) が提唱した概念である。およそ9000万の人々がブルーバナナに居住する。

### 珠江デルタ（中華人民共和国）
香港・マカオ・深圳・広州を中心に近郊の中山や東莞、恵州、珠海などを含む珠江の三角地帯を指す。特別行政区である香港やマカオを除き、いずれも中華人民共和国の広東省である。元々は広東人が暮らし、広東語が話されている地域だが、香港を中心とした経済発展で、広東省以外からの流入人口が急増。実数は域内人口は4000万人を超えるとされ地球上で最も人口の集積した地域の一つである。
また、東京やニューヨークを超えるグレーターベイエリアを目指す中国政府の掲げる粤港澳大湾区構想に基づき、港珠澳大橋や広深港高速鉄道などで一体化も推し進められている。